# Loreto-di-Casinca
Loreto-di-Casinca (korziško Loretu di Casinca) je naselje in občina v francoskem departmaju Haute-Corse regije - otoka Korzika. Leta 1999 je naselje imelo 234 prebivalcev.

## Geografija
Kraj leži na severovzhodu otoka Korzike 34 km južno od središča Bastie.

## Uprava
Občina Loreto-di-Casinca skupaj s sosednjimi občinami Castellare-di-Casinca, Penta-di-Casinca, Porri, Sorbo-Ocagnano, Venzolasca in Vescovato sestavlja kanton Vescovato s sedežem v Vescovatu. Kanton je sestavni del okrožja Corte.